# Alcibíades García Lizardi
Francisco Alcibíades García Lizardi (Mexicali, Baja California; 17 de diciembre de 1941) es un político mexicano, miembro del partido Movimiento Ciudadano. Era Diputado de la XXI Legislatura del estado de Baja California. Fue Senador para el periodo 2006 - 2012 en la LXI Legislatura del Congreso de la Unión de México. 
Nació en Mexicali, Baja California, siendo hijo del profesor Jorge García Armenta y de Lidia Lizardi Fierro. Cursó estudios de maestro en la Escuela Normal Federal en su ciudad natal y posteriormente ingresó a la Normal Superior en Guadalajara, Jalisco. Además, cuenta con una licenciatura en la Universidad Nacional Autónoma de México, y cursos y diplomados en esa misma institución y en la Universidad Autónoma Metropolitana.
Fue profesor de Primaria, Secundaria, Preparatoria y Universidad; secretario general de la Procuraduría Agraria; coordinador regional de Sedesol del Programa de Solidaridad Forestal; director general de Oficinas Dirección General Maquinaria de Veracruz; subdirector de Crédito en el Instituto de Seguridad y Servicios Sociales de los Trabajadores del Estado; delegado estatal del Instituto de Seguridad y Servicios Sociales de los Trabajadores del Estado en Veracruz; Secretario Auxiliar de la Presidencia de la República; Coordinador de Administración en el Instituto Nacional de Bellas Artes y Gerente general de Oficinas Dirección General Industrias Forestales de Vicente Guerrero en el estado de Guerrero.